# Luiz Soares Vieira
Dom Luiz Soares Vieira (Conchas, 2 de maio de 1937) é um bispo católico brasileiro. Foi o terceiro bispo de Macapá e o quinto arcebispo de Manaus. Atualmente é arcebispo emérito de Manaus. Atualmente reside em Santa Fé, interior do estado do Paraná, na Diocese de Apucarana. 

## Biografia
Estudou Filosofia no Seminário Central em São Paulo e Teologia pela Pontifícia Universidade Gregoriana, em Roma. Recebeu sua ordenação sacerdotal no dia 21 de fevereiro de 1960 em Roma. Foi Vice-reitor do Seminário São José em Botucatu e Reitor do Seminário de Filosofia em Apucarana. Foi Pároco de Chavantes, de Pirapó, São Benedito em Apucarana, Sabáudia, Santíssima Trindade, na cidade de Arapongas.
Sua ordenação episcopal foi no dia 1 de julho de 1984 em Apucarana, mas foi em Macapá que serviu como bispo de 1984 a 1991. Foi nomeado arcebispo de Manaus pelo Papa João Paulo II em 13 de novembro de 1991, onde tomou posse no dia 19 de janeiro de 1992. Foi também vice-presidente do Regional Norte 2 da Conferência Nacional dos Bispos do Brasil, vice-presidente do Regional Norte 1, delegado na Conferência de Santo Domingo, presidente do Regional Norte 1 e membro delegado pela CNBB da Quinta Conferência Geral do Episcopado Latino-americano e Caribenho, ocorrida em maio de 2007. De 2007 a maio de 2011 foi vice-Presidente da CNBB.
No dia 12 de dezembro de 2012 o Papa Bento XVI aceitou o seu pedido de renúncia, por limite de idade, ao governo da Arquidiocese de Manaus.
É acadêmico titular da Academia Amazonense de Letras, na cadeira nº 36, tendo tomado posse em 25 de novembro de 1997.

## Lema episcopal
Seu lema episcopal é MINISTRARE NON MINISTRARI - "Eu vim para servir e não para ser servido"

## Ordenações episcopais

### Ordenações presbíteros
- José Albuquerque de Araújo (1996)

### Ordenações episcopais
O Luiz Soares Vieira foi o principal sagrante dos seguintes bispos:
- Jacson Damasceno Rodrigues, C.Ss.R. † (1997)
- Flávio Giovenale, S.D.B. (1997)
- Mário Pasqualotto, P.I.M.E. (1999)
- Zenildo Luiz Pereira da Silva, C.Ss.R. (2016)

E foi consagrante de:
- Gino Malvestio, P.I.M.E. † (1994)
- Giuliano Frigeni, P.I.M.E. (1999)
- Carillo Gritti, I.M.C. † (2000)
- Sebastião Bandeira Coelho (2005)
- Roque Paloschi (2005)
- Mário Antônio da Silva (2010)
- José Albuquerque de Araújo (2016)
- Joaquim Hudson de Souza Ribeiro (2024)